# Difenil-2-piridil-fosfina
Difenil-2-piridil-fosfina é um composto organofosforoso com a fórmula P(C6H5)2(2-C5H4N). É mais largamente usado como um ligante mono-piridilfosfina.